# ムイト
『ムイト』（原題：Muito (Dentro da Estrela Azulada)）は、ブラジル人ミュージシャン、カエターノ・ヴェローゾが1978年に発表したスタジオ・アルバム。

## 解説
ヴェローゾは本作より「A outra Banda da Terra（地上のもう一つのバンド）」というバンドと共に活動を始め、その関係は1983年のアルバム『ウンス』まで続いた。ジャケットにはヴェローゾと彼の母の写真が使用された。
サンパウロに捧げられた曲「サンパ」は、後に同市の非公式な市歌として親しまれ、『ローリング・ストーン・ブラジル』誌が2009年に選出した「ブラジルの偉大な歌100」では42位にランク・インした。
Alvero Nederはオールミュージックにおいて5点満点中4点を付け「ある時は繊細、ある時はスウィングしたアルバムで、エレクトロニクスを排し、とてもメロディが力強い」と評している。また、『Sounds and Colours』の編集者ラス・スレイターは、本作をヴェローゾの作品の中でも特に「ナチュラルなアルバム」と位置付けている。
日本盤SHM-CD (UICY-94817, 2012 / UICY-76378, 2015)に収録されたボーナス・トラック「アマンチ・アマード」（ジョルジ・ベンのカヴァー）と「ペカード・オリジナル」は、いずれも1978年5月リリースのシングルからの曲である。

## 収録曲
特記なき楽曲はカエターノ・ヴェローゾ作。
1. テーハ（地球） - "Terra" - 6:37
2. テンポ・ヂ・エスチーオ（夏） - "Tempo de Estio" - 5:07
3. ムイト・ホマンチコ（ロマンチックな男） - "Muito Romântico" - 2:28
4. ケン・コシッシャ・オ・ハーボ・エスピッシャ（ヒソヒソ話せば尾が伸びる） - "Quem Cochicha O Rabo Espicha" (Jorge Ben) - 3:46
5. エウ・セイ・キ・ヴォウ・チ・アマール（あなたを愛してしまう） - "Eu Sei Que Vou Te Amar" (Antônio Carlos Jobim, Vinicius de Moraes) - 3:52
6. ムイト - "Muito" - 3:19
7. サンパ - "Sampa" - 3:16
8. ラヴ・ラヴ・ラヴ - "Love, Love, Love " - 2:58
9. カ・ジャ - "Cá-Já" - 5:59
10. サン・ジョアン、シャンゴー・メニーノ - "São João, Xangô Menino" (Caetano Veloso, Gilberto Gil) - 2:40
11. エウ・チ・アモ（愛してる） - "Eu Te Amo" - 3:58

### 日本盤SHM-CDボーナス・トラック
1. アマンチ・アマード - "Amante Amado" (J. Ben)
2. ペカード・オリジナル - "Pecado Original"